# Phil Seuling
Phil Nicholas Seuling (Bensonhurst, 20 gennaio 1934 – New York, 21 agosto 1984) è stato un imprenditore statunitense, attivo principalmente negli anni settanta come distributore di fumetti e organizzatore di fiere sugli stessi. Seuling fu l'organizzatore dell'annuale Comic Art Convention, inizialmente tenutasi a New York ogni weekend del 4 luglio per tutti gli anni settanta. In seguito, con la sua compagnia Sea Gate Distributors, Seuling sviluppò il concetto di acquistare fumetti direttamente in fumetteria, bypassando il metodo di distribuzione tramite quotidiani e riviste allora in voga.